# Новоассирійська імперія
Увага:  Не вказане значення "common_name"

Новоассирійська імперія — межиріцька імперія залізної доби, що існувала між 911 і 609 роками до н. е. і була найбільшою на той час світовою імперією. Ассирійці вдосконалили ранні прийоми імперського правління, багато з яких стали стандартними в пізніших імперіях. Ассирійці першими озброїлися залізною зброєю та їх війська застосовували передову, ефективну військову тактику.
Після завоювань Адада-Нірарі II наприкінці 10 сторіччя до н. е. Ассирія стала наймогутнішою державою світу того часу, що домінувала на Стародавньому Близькому Сході, Східному Середземномор'ї, у Малій Азії, Кавказі та на частині Аравійського півостріву та Північної Африки, затьмарюючи та завойовуючи суперників, таких як Вавилонія, Елам, Персія, Урарту, Лідія, Мідія, Фригія, кімерійців, Ізраїльське й Юдейське царства, Фінікія, Халдея, Ханаан, Кушитську імперію, арабів та Нове-Єгипетське царство.
Нова Ассирійська імперія наслідувала Стару Ассирійську імперію (приблизно 2025—1378 роки до н. е.) та Середню Ассирійську імперію (1365—934 роки до н. е.) пізньої бронзової доби. У цей період давньоарамейська мова стала також офіційною мовою імперії, поряд з аккадською.
Після смерті Ашурбаніпала в 631 року до н. е. імперія почала розпадатися через жорстоку й невпинну серію громадянських воєн у власно Ассирії. У 616 році до н. е. цар Мідії і Персії Циаксарес уклав союзи з правителем Вавилонії й Халдеї Набополасаром, а також зі скіфами й кімерійцями проти Ассирії. При падінні Харрану (609 рік до н. е.) вавилоняни та мідійці розгромили ассирійсько-єгипетський союз, після чого Ассирія значною мірою припинила своє існування як незалежна держава. Невдала спроба взяти Харран поклала кінець Ассирійській імперії. Хоча імперія впала, проте Ассирія продовжувалася; й дотепер існує ассирійський народ, що мешкає в Ірані, Іраку та інших країнах.

## Передісторія
Ассирія спочатку була під Аккадським царством, що розвивалося в 25-24 сторіччях до н. е.. Ранні ассирійські царі були відносно другорядними правителями, і після заснування Аккадської імперії, що існувала з 2334 року до 2154 року до н. е., ці царі стали підпорядкованими Саргону Аккадському, який об'єднав усі аккадомовні й шумеромовні народи Месопотамії (включно з ассирійцями) в одній державі.
Міська аккадомовна нація Ассирії виникла в середині 21 сторіччя до н. е., розвиваючись внаслідок розпаду Аккадської імперії. За давньоассирійської доби ранньої бронзової доби Ассирія була північно-месопотамським царством (сучасний Іракський Курдистан), конкуруючи за домінування спочатку з хаттянами та хуритами Малої Азії, та давніми шумеро-аккадськими «державними містами», як Ісін, Ур та Ларса, а пізніше і Вавилонія, що була заснована амореями 1894 року до н. е., і часто під владою каситів. Протягом 20 сторіччя до н. е. вона створила колонії в Малій Азії, й після 20 сторіччя до н. е. ассирійський цар Ілушума здійснив багато успішних набігів на держави на півдні.
Ассирія потрапила під владу аморійського вождя Шамші-Адада I (бл. 1809—1776 роки до н. е.), який створив династію й був надзвичайно енергійним і політично заможним, й поставив своїх синів васальними правителями Марі та Екаллатума. Слідом за цим Ассирія опинилася під короткими періодами панування Вавилонії у XVII сторіччі до н. е. й Мітаннії-Хурії у XV сторіччі до н. е. відповідно з наступним періодом влади з 1365 до 1074 року до н. е., який включав правління таких царів, як Ашур-убаліт І (1353—1318), Тукульті-Нінурта I (правив 1244—1208 роках до н. е.) та Тиглат-Пілезер I (1114—1076)

### Середня Ассирійська імперія

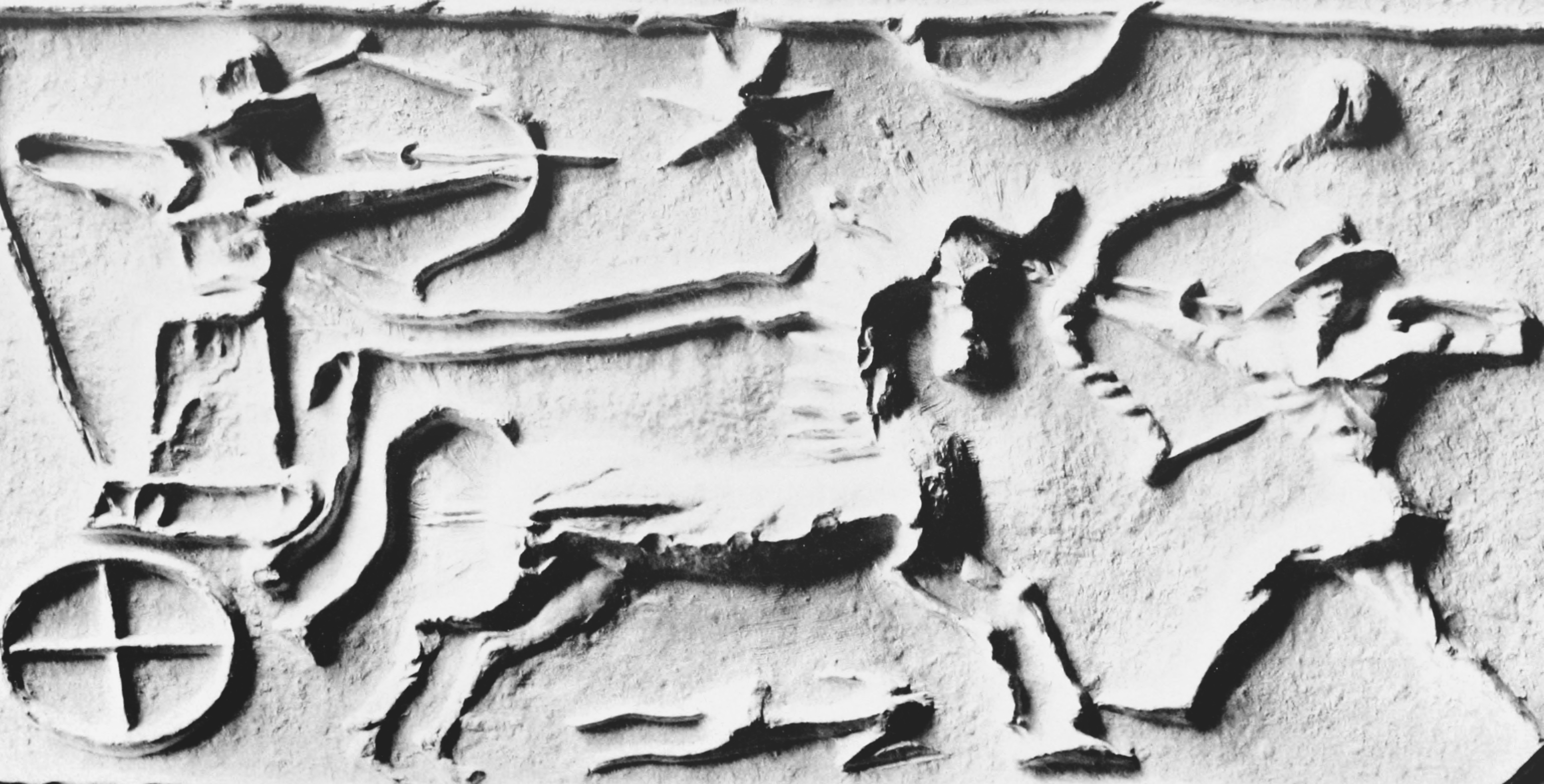
Середньоассирійська печатка. 1400—1100 роки до н. е.

Ашур-Убаліт розширив ассирійське правління на багато землеробських земель на північ від Ніневії та Арбели. Тіглат-Пілезер контролював вигідні караванні шляхи, що перетинали Родючий Півмісяць від Середземномор'я до Перської затоки. Численні військові компанії Тиглат-Пілесера та наступних царів були спрямовані проти арамейських скотарських груп у Сирії, частина з яких рухалася проти ассирійських центрів. До кінця II тисячоріччя до н. е. арамейський наступ призвів до втрати значної території Ассирії у Верхній Месопотамії.
Після смерті Тиглата-Пілезера I у 1076 році до н. е. Ассирія була у відносному занепаді у наступні 150 років. Період з 1200 до н. е. до 900 року до н. е. був темним часом для всього регіону Близького Сходу, Північної Африки, Кавказу, Середземномор'я та Балкан, з великими потрясіннями та переселеннями народів. Тоді Ассирія виявилася сильнішою, ніж сусідські Єгипет, Вавилонія, Елам, Фригія, Урарту, Персія та Мідія.

## Історія

### Адад-нірарі II та Ашурнасірпал II (911—859 роки до н. е.)
Починаючи з походів Адада-нірарі II, Ассирія знову стала великою державою, коли повалила 25-ту династію Єгипту й підкорила Елам, Урарту, Мідію, Персію, Маннею, Гутію, Фінікію/Ханаан, Арабію, Ізраїль, Юду, Філістію, Едом, Моав, Самарру, Кілікію, Кіпр, Халдею, Набатію, Коммагену, Дильмун, Шуту і новохеттів; вигнали нубійців, кушитів й ефіопів з Єгипту; вгамували кімерійців та скитів; і серед інших наклали данину на Фригію. Адад-нірарі II та його наступники щорічно проводили військові тривалі щорічні походи з надзвичайно добре організованим військом. Він підкорив краї, що раніше були лише номінальними ассирійськими васалами, завоював та виселив арамеїв та хуритів півночі до віддалених областей. Потім Адад-нірарі II двічі атакував і переміг вавилонського царя Шамаш-мудамміка й забрав велику землю на північ від річки Діяла та міста Хіт і Занку в середині Межиріччя. Згодом він відібрав у Вавилонію в її царя Набу-шум-укіна І. Його наслідував Тукульті-Нінурта II у 891 році до н. е., що зміцнив положення Ассирії та поширив її владу на північ у Малу Азію та на Загроські гори за свого короткого правління.
Наступний цар Ашурназірпал II (883—859 роки до н. е.) розпочав широку експансію. За його правління Ассирія повернула значну частину території, що втратила приблизно 1100 року до н. е. в кінці середньоассирійського періоду. Ашшурнасірпал II також вів походи в Загроські гори для приборкання бунтів проти Асирійської влади луллубіїв і гутіїв. Цього часу ассирійці почали славитися своєю безжальністю. Ашурнасірпал II також переніс свою столицю в місто Калху (Калах/Німруд). Зведені ним палаци, храми та інші споруди свідчать про значне збагачення та розвиток мистецтва. Ашурнасірпал II почав масові депортації завойованих народів, що значно зросли у масштабах за його сина Шальманезера III.

### Від Шалманезера III до Адад-нірарі III (859—783 роки до н. е.)
Син Ашурназірпала, Шалманесер III (859—824 роки до н. е.), правив 35 років, коли столицю перетворили на військовий табір. Щороку ассирійське військо ходило у похід. Місто Вавилон було окуповане й Вавилонія стала васалом Ассирії. Він воював проти Урарту і в битві при Каркарі 853 року до н. е. виступив проти військ союзу арамейських держав на чолі з Хададезером Дамаського, до якого входило ізраїльське військо царя Ахава. Незважаючи на слова Шалмансера про «перемогу над опозицією», схоже, що битва закінчилася глухим кутом, оскільки ассирійські сили були відкликані невдовзі після неї.

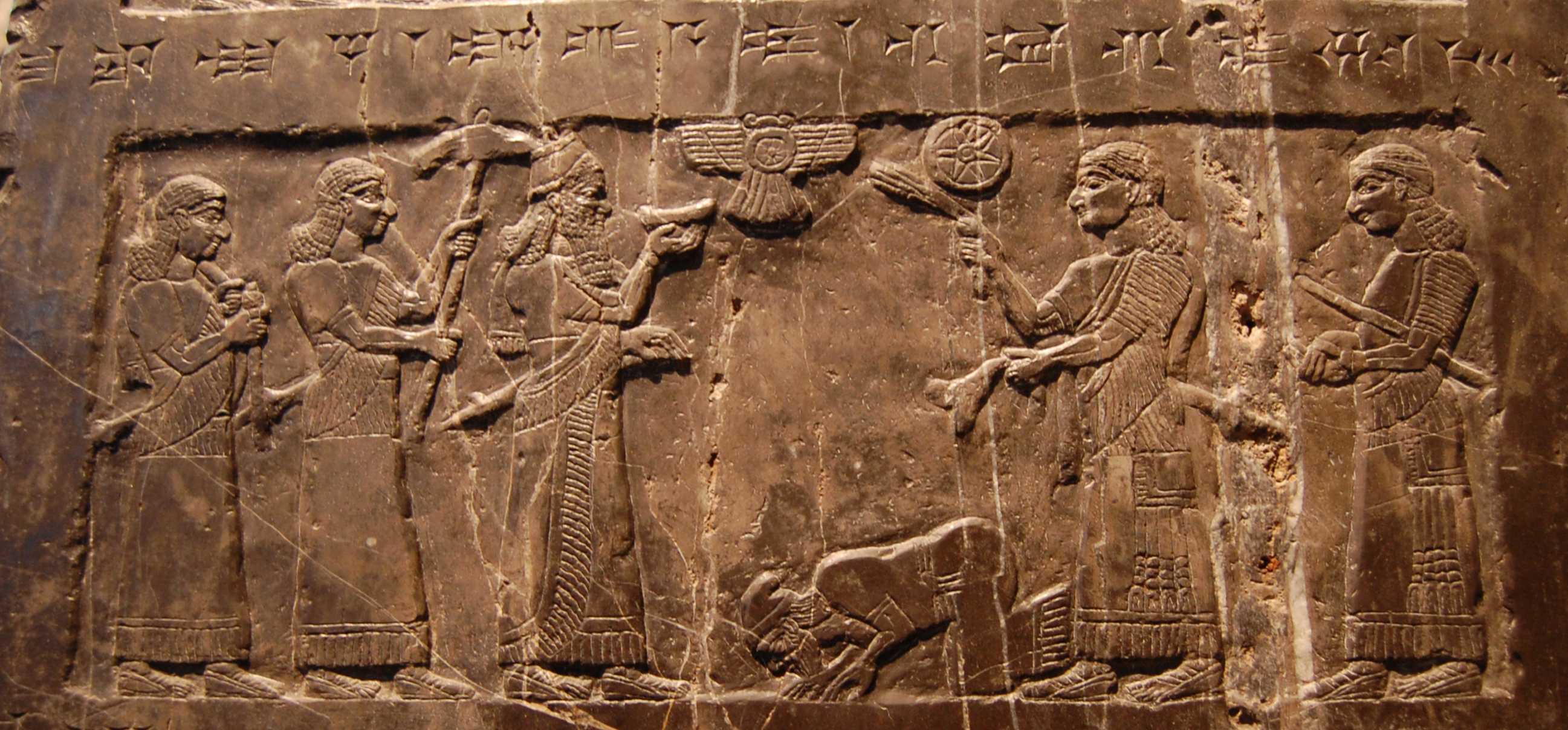
Салманассар III отримує данину «Єгу з народу землі Омрі», що відноситься до ізраїльського царя Єгу, як зображено на Чорному обеліску, близько 840 року до н. е.

У 849 року до н. е. Салманасар взяв ново-хітську державу Каркеміш, й у 842 року до н. е. пішов походом проти сирійського царя Дамаска Хазаїла, обложив місто і примусив дати данину, але не прийняв її. У 841 році до н. е. він також взяв данину з ізраїльського царя Єгу, та фінікійських держав Тиру й Сидону. Його чорний обеліск, виявлений у Калху, фіксує багато військових перемог його правління.
В останні 4 роки життя Шальманесера тривало повстання його старшого сина Ашур-надін-аплу, що мало не закінчилося падінням Ассирійської імперії. Двадцять сім міст, серед яких Ассур, Арбела, Аррафа (Кіркук) та інші місцевості стали на його бік. Повстання було спрямоване не в першу чергу проти царя, а проти тимчасових губернаторів, таких як Даян-Ашур, що взяли на себе непропорційну владу. Повстання було насилу приборкане Шамші-Ададом V, другим сином Шалманесера, що став царем після його смерті в 824 році до н. е..
Тривала і запекла громадянська війна дозволила вавилонянам на півдні, мідяни, маннійцям, персам на півночі і сході, сирійцям, і ново-хеттійцям на заході в значній мірі скинути ассирійську владу, і Шамші-Адад V решту свого правління провів, у відновленні своєї влади над цими народами. У цей період Урарту скористалося можливістю відновити свій вплив у регіоні. Тому за правління Шамші-Адад V Ассирія не просунула владу на інші краї. Адад-нірарі III був хлопцем, коли заступив свого батька в 811 році до н. е., і протягом 5 років до 806 року до н. е., його мати, цариця Саммурамат (вона також зображена як Семіраміда) керувала країною, як регентша. Незважаючи на численні легенди відносно цієї королеви, у ассирійських джерелах того часу вона мало згадується.
У 806 року до н. е. Адад-Нірарі III взяв кермо влади. Він вторгся в Левант і підкорив арамеїв, фінікійців, филистимлян, ізраїльтян, ново-хеттів і едомлян. Він увійшов у Дамаск і взяв данину з царя Бен-Хадада III. Потім він звернувся на схід і підкорив персів, мідян і маннеїв, та дістався Каспійського моря. Наступними його цілями були племена халдеїв і шуту південно-східної Месопотамії, яких він завоював і зробив васалами.

### Період застою, 783—745 до н. е.

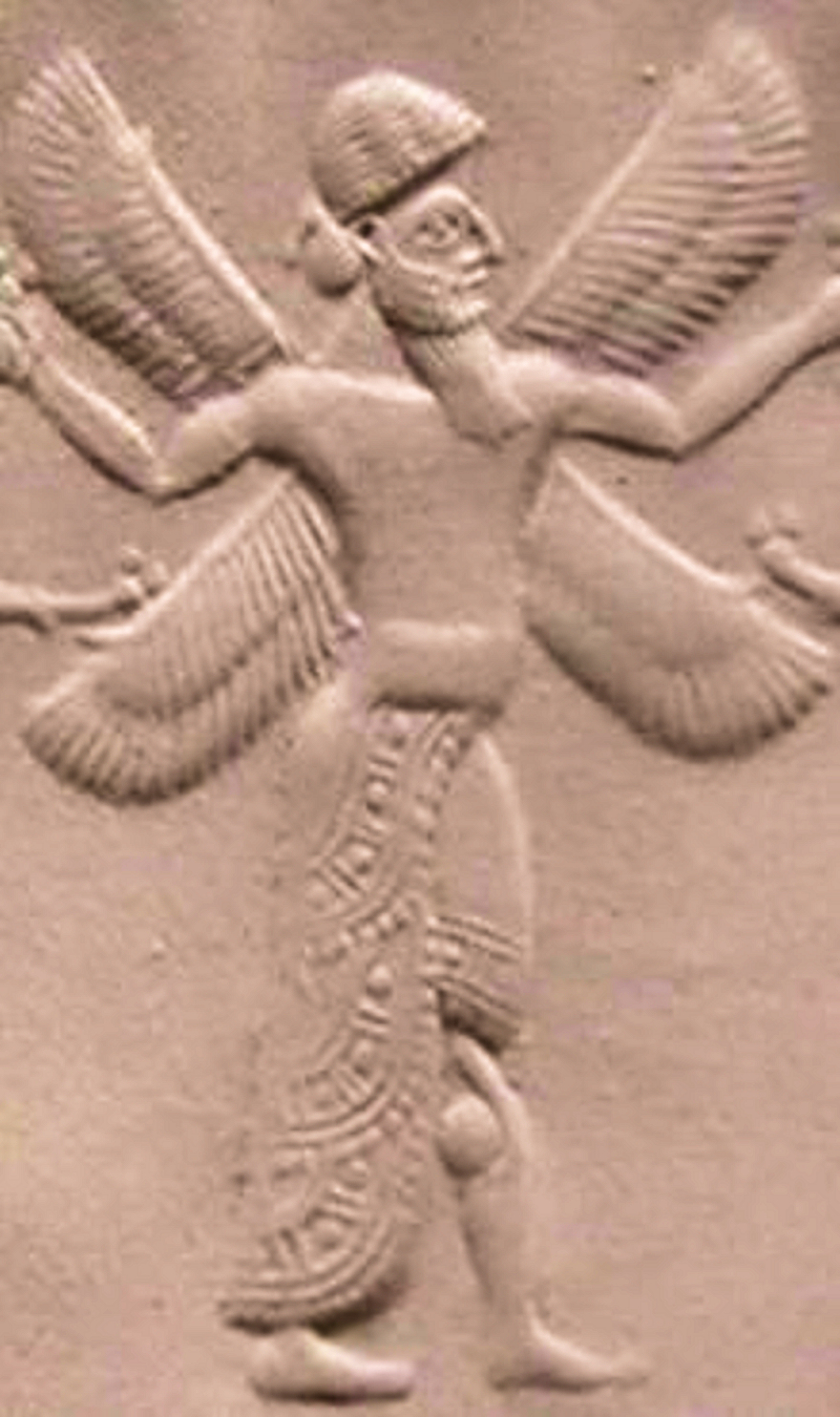
Херувим на новоассирійській печатці, бл. 1000—612 р. до н. е.

Адад-нірарі III помер передчасно у 783 році до н. е., що призвело до періоду застою. Шалманесер IV (783—773 роки до н. е.), схоже, мав невеликий авторитет, бо ассирійський генерал (туртану) Шамші-ілу називається переможцем урартського царя Аргішті I у Тіль-Барсіпі, й згодом арамійців і ново-хетів.
Ашюр-дан III піднявся на престол у 772 році до н. е.. Він був неефективним правителем, за часу якого країну охопили внутрішні заколоти в містах Ашур, Аррапха та Гузана. Він не зміг досягти подальших здобутків у Вавилонії та Арамі (Сирія). За його правління була епідемія чуми й зловісне сонячне затемнення. Ашур-нірарі V став царем у 754 році до н. е., але його правління, здається, було постійною революцією, і, здається, він ледве втік за свого палацу в Ніневії до того, як його було скинуто Тиглатом-Пілезером III у 745 році до н. е., що приніс відродження Ассирії.

### Тиглат-Пілезер III, 744—727 роки до н. е.

Депортація ізраїльтян Ассирійською імперією

Коли Тиглат-Пілезер III піднявся на престол, Ассирія перебувала у часи революції. Громадянська війна й епідемія руйнували країну, тому багато найпівнічніші колоній Ассирії в Малій Азії були приєднані до Урарту. У 746 році до н. е. місто Калу приєдналося до повстанців, але 13-го Іяря наступного року асирійський генерал (туртану) Пулу захопив владу в імперії під іменем Тиглат-Пілесер III і вніс широкі зміни до Ассирійського уряду, значно підвищив його ефективність та безпеку.
Завойовані провінції врядувались ретельною бюрократією на чолі з царем — кожен округ платив фіксовану данину і забезпечував солдатами. Ассирійське військо тоді перетворилося на професійного стану армію. Ассирійська політика відтепер була спрямована на зменшення всього цивілізованого світу об'єднанням в єдину імперію, й передаючи торгівлю й багатство до ассирійських рук. Ці зміни часто ідентифікуються як початок «Другої Ассирійської імперії».
Коли Тиглат-Пілесер III піднявся на Ассирійський престол, він вдерся у Вавилонію, переміг її царя Набонассара і викрав богів Шапацу; ці події зафіксовані в Ассирійсько-Вавилонському літописі.
Після примушення Вавилону до данини й розгрому Урарту і завоювавши мідійців, персів і ново-хеттів, Тиглат-Пілесер III скерував своє військо в Арамею, велика частина якої відпала від Ассирії, а також на розтащовані на березі Середземного моря успішні торгові портові міста Фінікії. Він зайняв Арпад поблизу Алеппо в 740 році до н. е. після його 3-річної облоги і зруйнував Хамат. Юдейський цар Азарія був союзником Хаматського царя, і тому був змушений Тиглат-Пілесером поклонитися йому й сплатити йму щорічну данину.

#### Вторгнення до Ізраїльського царства (738 рік до н. е.)

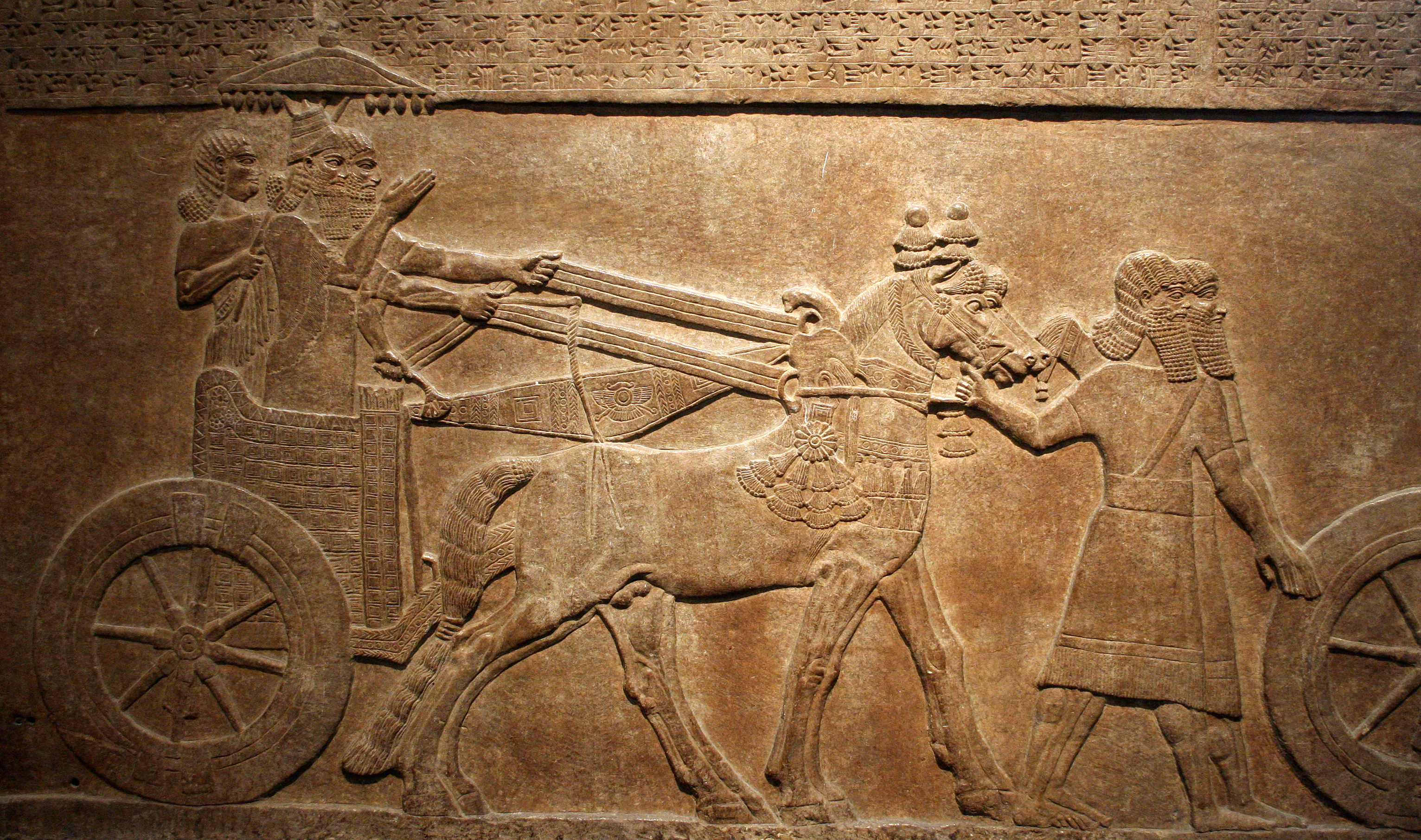
Захоплення міста Астарту (у землі царя Ога Башана, на схід від річки Йордан) ассирійським царем Тиглатом-Пілесером III близько 730—727 років до н. е.. Британський музей.

У 738 році до н. е., за правління ізраїльського царя Менахема, Тиглат-пілесер III зайняв Філістію (сучасні південно — західний Ізраїль і сектор Газа) і вдерся до Ізраїльського царства, й наклав на нього важку данину. Юдейський цар Ахаз, що вів війну проти Ізраїлю та Арамеї (Сирії), звернувся по допомогу до ассирійського царя за допомогою дарування золота й срібла; Тиглат-Пілезер III, відповідно, «пішов проти Дамаска, переміг і забив царя Резіна, а сам обложив місто». Він залишив частину свого війська, що продовжувало облогу, й спустошив вогнем і мечем землі на схід від Йордану (Набатею, Моав і Едом), Філістію й Самарію. 732 року до н. е. він взяв головну арамейську державу Дамаск, і переселив багато його жителів та мешканців ізраїльської столиці Самарії до Ассирії. Він також змусив платити данину арабів пустель Аравійського півострову.
У 729 році до н. е. Тиглат-Пілезер III вирушив у Вавилонію й захопив її царя Набу-мукін-зері. Він короновався як вавилонський цар Пулу. Тиглат-Пілесер III помер 727 року до н. е., а його наступником став Шалманесер V.
Ізраїльський цар Осія припинив сплачувати данину й об'єднався з Єгиптом проти Ассирії в 725 році до н. е.. Це призвело до вторгнення в Сирію Шалманесера та облоги ним столиці Ізраїльського царства Самарії протягом 3-ох років.

### Династія Саргонідів

#### Саргон II, 721—705 роки до н. е.

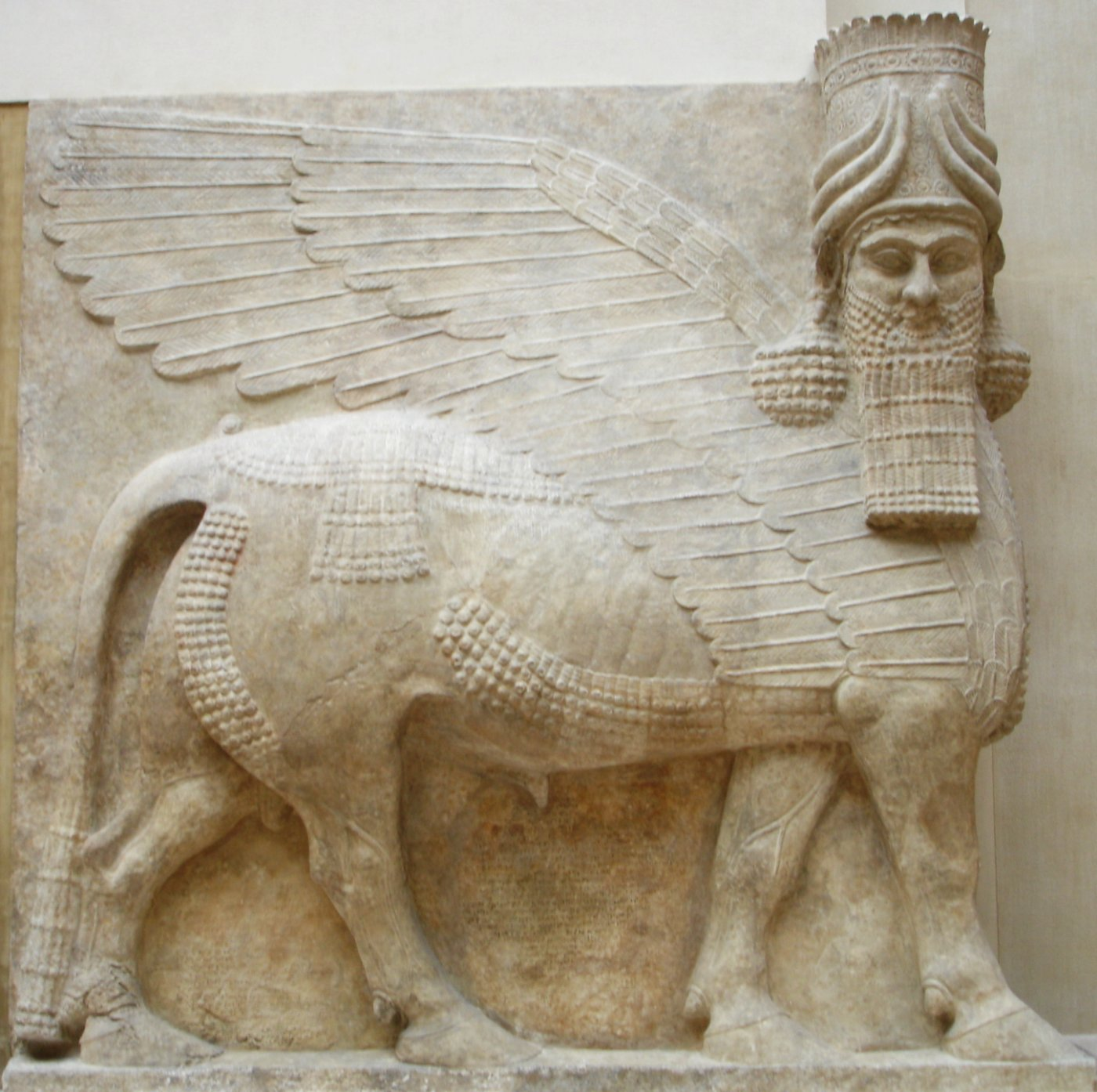
Ассирійський ламасу з палацу Саргона в Дур-Шарукіні.

Шалманесер V помер раптово в 722 році до н. е. під час облоги Самарії, й престол захопив Саргон II, — туртану (головнокомандувач війська, за Старим Завітом — тартан), який потім швидко зайняв Самарію, і фактично покінчив з північним Ізраїльським царством та вивіз 10 ізраїльських колін (щонайменша 27000 осіб) у полон на схід у діаспору.
Саргон II вів війну на другому році (721 рік до н. е.) проти Еламського царя, Нумбан-Нікаша I та його союзника халдейського вавилонського царя Мардук-апал-іддіна II (біблійний Меродах Баладан), який скинув ассирійську владу. Цього разу Саргон спромігся втримати вавилонський бунт проте не зігнав Меродаха Баладана з престолу. Навпроти він звернув на Урарту та Арамею, і здобув арамейський Каркеміш у 717 році до н. е., і також завоював Мідію, Персію та Маннею, й просунувся на Іранському нагір'ї до гори Бікні й звів там кілька замків. Урарту зазнало нищівної поразки — його столицю було розграбовано, а урартський цар Русас в соромі покінчив з життям. Ново-хетські держави північної Сирії були завойовані, а також Кілікія та Комангена.
Ассирія воювала проти Вавилонії протягом 10 років поки Мардук-апла-іддіна правив Вавилоном. У 710 році до н. е. Саргон напав на Вавилонію і переміг Мардука-апла-іддіна, який втік до своїх захисників в Елам. В результаті цієї перемоги грецькі правителі Кіпру стали васалами Ассирії, а фригійський цар Мідас, побоючись ассирійської військової сили, запропонував свою дружню руку. Цар Саргон також побудував нову столицю в Дур-Шарукіні («місто Саргона») поблизу старої столиці Ніневії, за рахунок усієї данини, що збирала Ассирія з різних країн.

#### Сінахеріб, 705—681 роки до н. е.

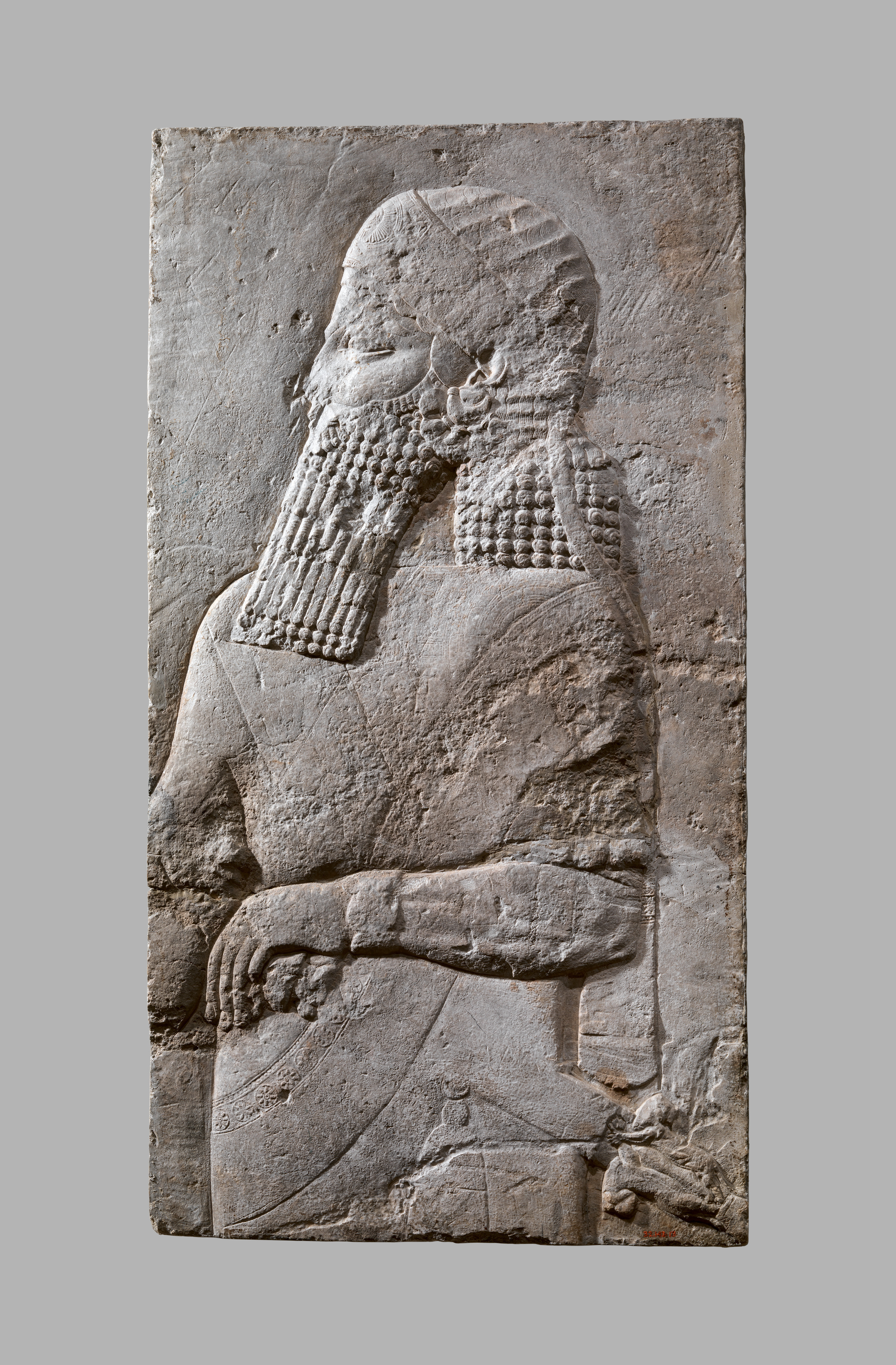
Ассирійський престоловий принц, бл. 704—681 роки до н. е. Ніневія. Столичний музей мистецтв у Нью-Йорці.

У 705 році до н. е. Саргон загинув у бою під час переслідування кімерійців, які прийшли через Кавказькі гори з Кімерії, країни на північній стороні Чорного моря й напали на керовані ассирійцями колонії та народи в Ірані, витіснили ассирійських вассалів персів на південь зі власних первісних земель навколо Урмії. Саргона наслідував його син Сінахеріб.
Його першим ділом стало підтвердження влади над Кілікією, що намагалася повстати за грецькою допомогою. Сінахеріб рушив до Кілікії, здолав повстанців та їх грецьких союзників. Він також підтвердив ассирійську владу над Кордуеною в Малій Азії.
Сіннахеріб вирішив повернути столицю з батківського Дур-Шарукіна в Ніневію, де він збудував знаменитий «Палац без суперника», й зробив її гарним містом, удосконалив місто, посадивши сади.

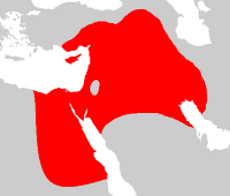
Ново-Ассирійська імперія; незалежне Юдейське царство в сірому кольорі

Єгиптяни почали збовтувати народи в межах Ассирійської імперії, намагаючись закріпитися в регіоні. В результаті 701 року до н. е. юдейський цар Єзекія, сидонський царя Луле, філістімські царі Аскалону Сідка і Екрона утворили союз з Єгиптом проти Ассирії. Сінахеріб напав на союзників, завоював Аскалон, Сидон і Екрон, розгромивши єгиптян і вигнав їх з Ханаану. Сінахерід рушив на Єрусалим, знищив на своєму шляху 46 міст і сіл, включно з сильно захищеним містом Лахішом. Це ярко описано в книзі пророка Ісаї 10 розділі: ангел Господній убив 185000 ассирійських солдатів в Єрусалимі після того, як Єзекія молився в храмі. У пам'ятній книзі Сінахеріба сказано, що Юдейське царство сплатило йому данину, тому він пішов геть.
Старий Завіт зазначає, що Єзекія сплатив данину один раз, й ассирійське військо пішло, але повернулося вдруге, коли 185000 ассирійських солдат були знищено. Певно, що Сінахіріб не спромігся захопити Єрусалим. Вавилонський цар Мардук-апла-іддіна повернувся під час правління Сінахеріба. Ассирійський цар напав на нього в 703 році до н. е. за межами Кіша і переміг його. Сінахеріб розграбував Вавилонію і переслідував Мардук-апла-іддіна крізь землю. Повертаючись до Ассирії, Сінахеріб поставив маріонеткового царя над Вавилонією Бель-ібні. Проте Бель-ібні здійснив ворожі Ассирії дії, тому Сінахеріб повернувся до Вавилону 700 року до н. е. й полонив його та його офіцерів. На вавилонський престол Сінахеріб посадив власного сина Ашура-надін-шумі.

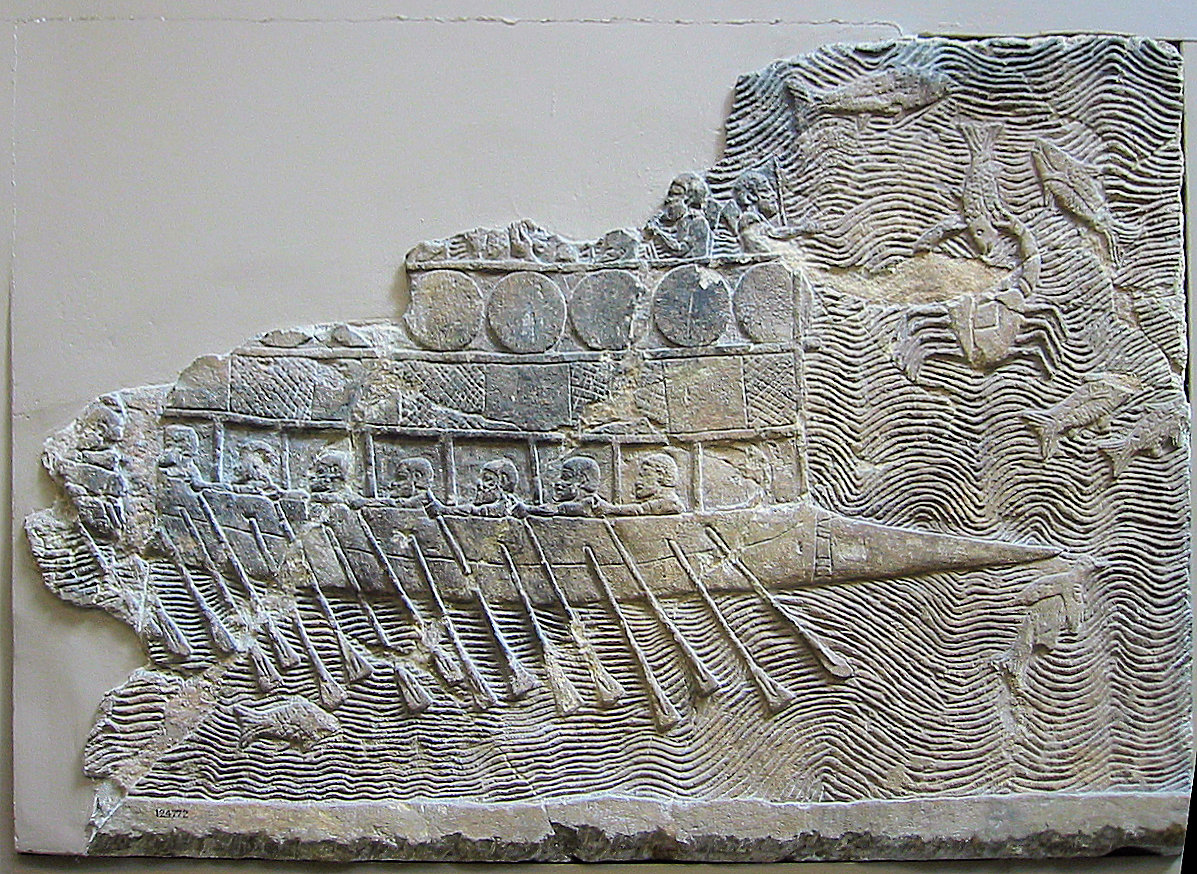
Ассирійський військовий корабель, біреме з загостреним носом, 700 рік до н. е.

Сінахеріб розпочав кампанію проти Елама в 694 році до н. е. і спустошив землю. У відплату еламський цар напав на Вавилонію. Ашур-надін-шумі був захоплений і перевезений в Елам. Еламіти поставили нового вавилонського царя Нергал-ушезіба. Ассирійське військо повернулося наступного року до Вавилонії та пограбували богів Урука. Нергал-ушезіб та його еламітські спільники зазнали поразки від Ассирії, він потрапив у полон і перевезений до Ассирії. Незабаром ще один місцевий вельможа Мушезіб-Мардук захопив вавилонський престол, на яеому він тримався за допомогою своїх еламітських спільників протягом 4 років до 689 року до н. е., коли ассирійці повернули собі місто. Сінахеріб швидко відповів на відпадіння, відкривши канали навколо Вавилону і затопивши його навколішні землі, поки вони не стали болотом, що призвело до його знищення, а його мешканці були розсіяні.
У 681 році до н. е. Сінахеріба було вбито, коли він молився своєму богу Нісроху одним або кількома власними синами Адремелехом, Абімлехом та Шарезером, ймовірно, у помсту за його знищення міста Вавилону.

#### Ашур-ахе-іддіна (Есархаддон), 681—669 роки до н. е.
Сінахеріба успадковував його синАшур-ахе-іддіна, який був губернатором Вавилонії; в момент вбивства батька він був у поході на Кавказі проти Урарту, де він здобув перемогу в Малатії (Мелід). Протягом першого року правління Ашур-ахе-іддіна на півдні Вавилонії спалахнуло повстання. Набу-зер-кітті-лішір, етнічний еламський губернатор мат-Тамті, за допомогою халдеїв, взяв в облогу Ур. Набу-зер-кітті-лішір та його халдейські спільники зазнали поразки, і він втік до своїх родичів в Елам (Хал-Тамті); проте «Еламський цар узяв його в полон і приклав до меча» (ABC 1 Col.3:39–42); також у (ABC 14:1–4).

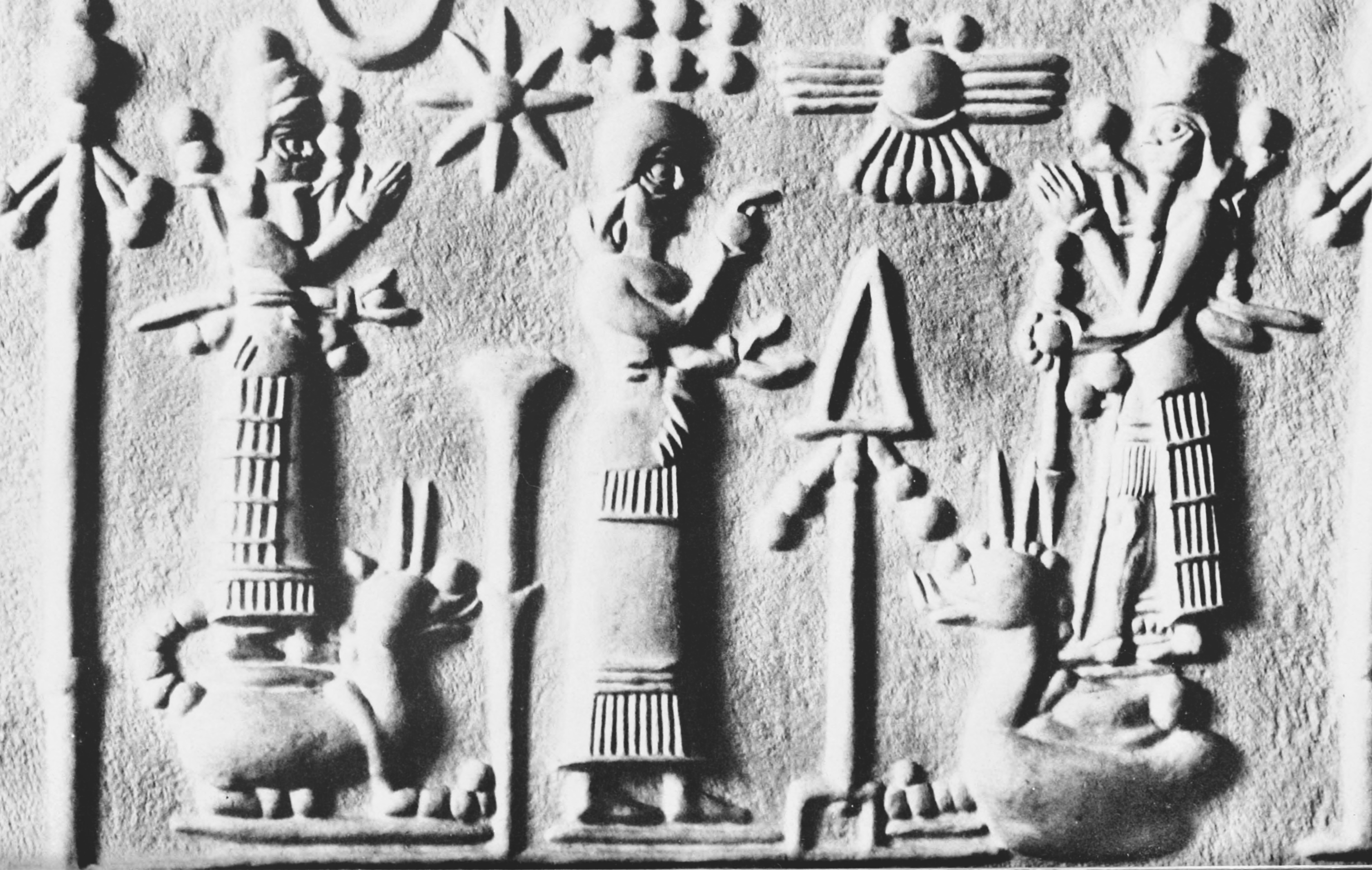
Пізня ассирійська печатка. Поклонник між Набу та Мардуком. 8 сторіччя до н. е.

У 679 році до н. е. кімерійці та скіфи з чорноморсько-каспійський степів перейшли Таврські гори і пограбували ассирійські колонії в Кілікії. Ашур-ахе-іддіна швидко зреагував і відігнав цих мародерів за межі імперії.
Як цар Ассирії, Ашур-ахе-іддіна негайно відбудував Вавилон. Перемігши скіфів, кімерійців та мідійців (знову досягнувши до гори Бікні на Іранському нагір'ї), він потім повернув на захід до Фінікії, що тепер приєдналася до нубійсько-кушитських правителів Єгипту проти нього і звільнив Сидон в 677 році до н. е.. Він також полонив юдейського царя Манасію та тримав його деякий час у Вавилоні ув'язненим (2 Хроніки 33:11). Розгніваний єгипетським втручанням, Ашур-ахе-іддіна здійснив каральний похід на Єгипет 673 року до н. е., а через 2 роки він розпочав повне вторгнення і підкорив Єгипет, переслідуючи фараона Тахарку до Нубії, тим самим припинив нубійсько-кушитське правління в Єгипті й знищив Кушитську імперію, що існувала з 760 року до н. е..
Вавилонські хроніки переказують, як Єгипет «було сплюндровано і його боги були захоплені». Фараон Тірхака втік з Єгипту, а стела, що вшановує перемогу, була встановлена в Сінджерлі в Малій Азії, на північ від Антіохійської затоки; зараз вона розміщена в Пергамському музеї Берліну. Біблія графічно розповідає про скорення Єгипту в книзі пророка Ісаї 20:4-5 «Так поведе царь Ассирийський полонян із Египту й позайманих у полонь Етиопіїв, молодих і старих, без одежі й босоніж, з голими задами — на сором Египтові. Тодї злякаються й соромитимуться з-за Етиопії ті, що на неї вповали, та й з-за Египту, що ним пишались.»
Ассирія досяга свого найбільшого територіального розміру після розгрому Урарту, приєднання його значної частини та низведення до рівня васалу; розширення на південь до Дільмуна (тепер Бахрейн) та Аравії.
Асирійські губернатори та місцеві маріонеткові правителі, яких Ашур-ахе-іддіна призначив над Єгиптом, мали уникати бундюче місцеве населення, яке прагнуло до самостійності, після вигнання з Єгипту кушитів та нубійців.
У 669 році до н. е. Ашур-ахе-іддіна розпочав новий похід, коли дорогою він захворів і помер. Тоді його старший син Шамаш-шум-укін став Вавилонським царем, та його інший син Ашурбаніпал став царем Ассирії, який зайняв вищу посаду, бо Вавилон підпорядковувався Ніневії. Бел і боги Вавилонії повернулися з вигнання в Ашурі назад до Вавилону в перший рік правління Шамаш-шум-укіна, а свято акіту можна було відсвяткувати вперше за 20 років.

#### Ашурбаніпал, 668—631 роки до н. е.

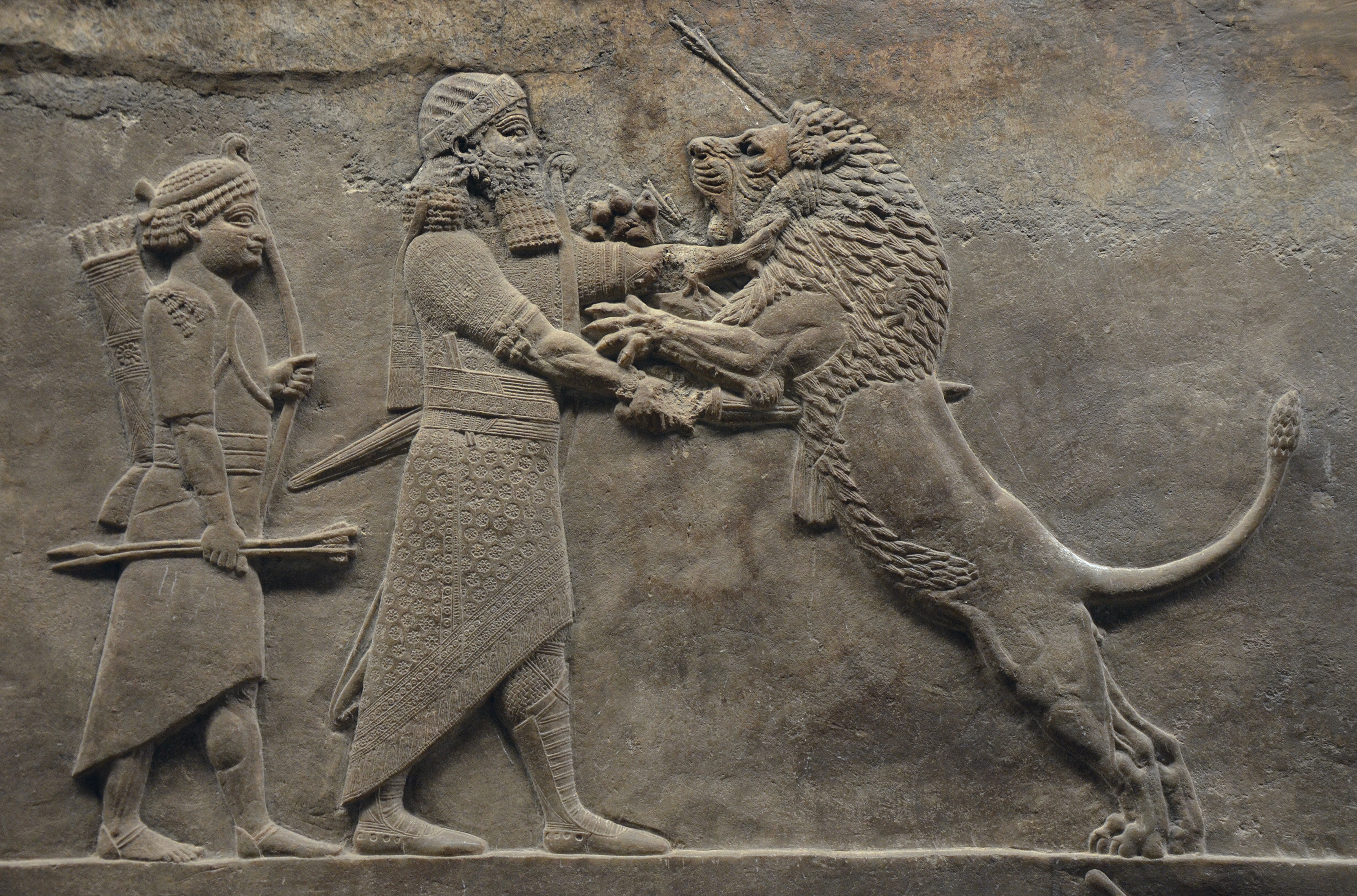
Частина Полювання на левів Ашурбаніпала, приблизно 645—635 років до н. е.

Ашурбаніпал, або «Ашур-бані-аплі» (Ашурбанаплі, Аснаппер), став наслідував свого батька Ашур-ахе-іддіна. Він продовжував походи в Єгипті та його приборкання, коли його не відволікали на боротьбу з тиском з боку мідійців на сході та кімерійців і скіфів на півночі від Ассирії. Він поставив васальним єгипетським фараоном місцевого вельможу Псамметіха I у 664 році до н. е.. Проте після того, як звернення лідійського царя Гіга про ассирійську допомогу проти кімерійців було відхилено, лідійські найманці були відправлені до Псамметіха. До 652 року до н. е. єгипетський маріонетковий цар зміг безкарно проголосити самостійність від Ассирії, зокрема, коли старший брат Ашурбаніпала, вавилонський цар Шамаш-шум-укін, проникнувся вавилонським націоналізмом, і того ж року розпочав велику громадянську війну. Проте нова династія Єгипту мудро підтримувала дружні стосунки з Ассирією.

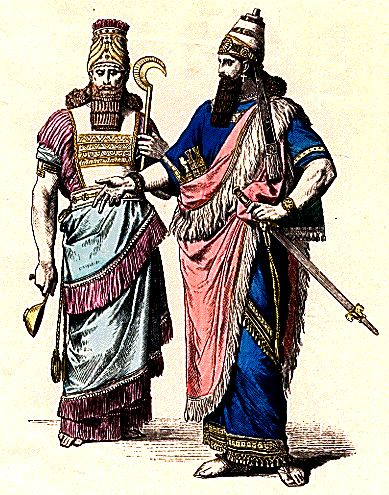
Костюми ассирійських первосвященика (ліворуч) та царя (праворуч)

Шамаш-шум-укін намагався підняти величезний заколот, що охопив багато васальних народів проти Ашурбаніпала; і який зазнав великої невдачі. Заколот тривав до 648 року до н. е., коли Вавилон було звільнений, і Шамаш-шум-укін підпалив палац, вбивши себе. Тоді Ашурбаніпал приступив до покарання халдеїв, арабів та набатеїв, які підтримували вавилонський заколот. Він вдерся на Аравійський півострів, розгромив і підкорив арабів, включно з потужним племенем кедаритів, забрав багато здобичі у Ніневію і вбив арабських царів Абіате та Уате. Набатейці, що мешкали на південь від Мертвого моря й на півночі Аравії, та халдеї на крайньому південному сході Месопотамії також були розгромлені та підкорені. Наступним було проведено походи на Елам у 646 та 640 роках до н. е., а його столицю Сузи було сплюндровано.
Після придушення вавилонського заколоту Ашурбаніпал опинився господарем усього, що він обстежив. На сході, Елам було спустошено й повалено перед Ассирією; Маннея й іранська Персія й Мідія були васалами. На південь Вавилонія була зайнята військом, халдеї, араби, шуту і набатеї були підкорені, Нубійська імперія знищена, а Єгипет платив данину. На півночі, скіфи і кімерійці були переможені й вигнані з ассирійських земель, Урарту, Фригії, Кордуена і сиріо-хетти були у васальній залежності, Лідія благала асирійського захисту. На заході Арамея (Сирія), Фінікія, Ізраїль, Юда, Самара та Кіпр були підкорені, а еллінізовані народи Карії, Кілікії, Каппадокії та Комагени віддавали данину Асирії.
Ассирія тепер виявилася сильнішою, ніж будь-коли. Все ж її тривала боротьба з Вавилонією та Еламом та їхніми спільниками, а також постійні походи для утримання та розширення своєї величезної імперії у всіх напрямках залишили Ассирію виснаженою багатством і людськими силами. Спустошені провінції не могли нічим забезпечити потреби імператорської скарбниці, і важко було знайти достатню кількість війська для перебування у краях величезної імперії.
Тому Ассирія була погано підготовлена до того, щоб зіткнутися з відновленою скіфською ордою, що тепер чинила набіги на передкордоння на півночі й північному сході. Після того, як ассирійці знищили Елам, почала підніматися Мідія, стаючи панівною силою серед іранських народів. Мідійці почали заселяти східні від Месопотамії краї близько 1000 року до н. е. заміщуючи персів і доіранських еламітів і манейців, і до кінця правління Ашурбаніпала вони стали лише номінально залежними від Асирії. Мала Азія також була наповнена ворожими скіфами і кімерійцями, що заполонили Урарту, Лідію та Фригію, до того, як їх відігнали ассирійці. Все ж, за свого життя Ашурбаніпал стримував ці ймовірні загрози.

### Падіння Ассирії, 631—609 роки до н. е.
Ассирійська імперія почала швидко розпадатися, коли спалахнула низка запеклих громадянських війн за участі ряду претендентів на престол. Ашур-етіл-ілані наслідував Ашурбаніпала, проте його правління було коротким, і його замінив 627 року до н. е. його брат Сін-шар-ішкун. Після приборкання заколоту генерала Сін-шуму-лішира, Сін-шар-ішкун зіткнувся зі значно більшою загрозою. Залежна від нього Вавилонія скористалася потрясіннями в Ассирії й повстала 625 року до н. е. очолювана раніше невідомим халдієм Набопаласаром. Це потягло довгу війну у серці Вавилонії. Набополасар намагався захопити Ніппур, головну ассирійську твердиню у Вавилонії, але зазнав поразки від Сіншарішкуна. Все ж, Набополасар взяв власне місто Вавилон після повстання там народу і був коронований вавилонським царем того ж 625 року до н. е..
Потім Сіншарішкун втратив ще більше земель, перш ніж йому вдалося захопити Урук приблизно в 624 році до н. е. й швидко його втратити. Коли Сіншарішкун повів велике військо на Вавилонію в 623 році до н. е., намагаючись остаточно придушити повстання, у серці Ассирії вибухнув ще один заколот. Військо на допомогу було відправлено з вавилонської війни, що було меншим для швидкого придушення заколоту, таким чином дозволив самозванцю без перешкод дістатися до столиці Ніневії та сісти на асирійський престол. Сіншарішкун спромігся придушити повстання на батьківщині, але дорогоцінний час було втрачено для вирішення вавилонсько відпадіння, і Набополасар зміг закріпити самостійність Вавилонії.
У 620 році до Р. Х. Набополасар нарешті захопив Ніппур, й став господарем Вавилонії. Поки ці події розгорталися, мідії також звільнилися від ассирійського панування та закріпили владу над країною, що згодом стала Персією. У 616 році до н. е., мідійський царЦиаксар уклав союз з вавилонським царем Набополасаром і за допомогою скіфів і кімерійцівв напав на Ассирію. Тоді Ассирія зіткнулася з непосильним викликами, і після 4 років запеклих боїв антиассирійська коаліція зруйнувала Ніневію в 612 році до н. е.. Синшарішкуна було вбито й падіння Ніневії поклало початок кінця Ассирійської імперії.
Ассирійський генерал Ашур-Убаліт II був оголошений Ассирійським царем, і з запізнілою військовою підтримкою єгипетського фараона Нехо II, династія якого була поставлена за допомогою ассирійців, перебував у Харрані до 609 року до н. е. Єгипетська допомога Ассирії продовжувалась, що відчайдушно намагалася приборкати зростаючу могутність Вавилонії та Мідії.
У битві при Мегіддо 609 року до н. е. єгипетське військо перемоглоюдейське військо царі Йосії й спромоглося дістатися до останніх решток ассирійської армії. У заключній битві під Харраном 609 року до н. е. вавилоняни та мідії перемогли ассирійсько-єгипетське військо, після чого Ассирія припинила своє існування, як незалежна держава. Невідомо, чи Ашхур-убаліта II було вбито в Харрані чи він вижив; все одно він згодом зник зі сторінок історії. У 605 році до н. е. Єгипет ще раз здійснив похід на допомогу решток ассирійського війська для боротьби вавилонським військом, що закінчився поразкою у битва при Каркеміші.
У середині VI сторіччя до Р. Х. Вавилонія та Ассирія стали провінціями Перської імперії Ахеменідів. 520 року до н. е. Ассирія зробила остаточну спробу відновити незалежність, підняв велике повстання проти імперії Ахеменідів, що було придушено перським царем Дарієм Великим.
Через те, що ассирійці за правління Ашурбаніпала знищили еламітську цивілізацію, ассирійська культура вплинула на наступні мідійську та перську імперії, індоіранських народів, над якими панувала Ассирія.

#### Фактори навколишнього середовища
А. В. Шнайдер і С. Ф. Адах припустили, що збільшення населення в поєднанні з сильною посухою сприяло значній економічній та політичній нестабільності. Завойовані народи часто виселялися на великі відстані і переселялися в ассирійські провінції для зменшення ймовірності повстань. Власне центральна Ассирія зазнала стрімкий зріст населення наприкінці 8 — на початку 7 сторіччя до н. е. значною мірою через вимушене переселення завойованих народів. Все ж таки, головним фактором середовища, за дослідженням покладів корисних копалин у двох сталагмітах з північноіракської печери Куна-Ба, став перехід від вологого клімату до сухого між 675 і 550 роками до н. е., що, ймовірно, призвело до падіння Новоассирійської імперії.

## Ассирія після падіння
Після свого падіння Ассирія на нетривалий час у Мідійською імперією стала Атурою. За іронією долі, останній вавилонський цар Набонід, був ассирійцем з Харрана, так саме, як і його син Валтасар, який відомий з книги пророка Данила.
Після падіння Мідійської імперії Атура відносилася до Перської імперії Ахеменідів. 520 року до н. е. Ассирія невдало повстала проти Персії.
Після Ахеменидів Ассирією володіли грецькі Селевкіди, потім знову різні перські династії, Сасаніди, Парфянське царство та інші. Нетривалий час, за римського імператора Траяна Ассирією володіла Римська імперія.
Ассирія вижила як сутність, підвладна провінція. Назва зберігалася у різних формах (Атура, Азуристан, римська провінція Ассирія, Селевкидська Сирія та інші), і край визнавався як такий персами, греками, римлянами, вірменами, грузинами та візантійцями. Після арабських завоювань наприкінці 7 сторіччя після н. е. провінція Ассирія остаточно зникла.
Ассирійська культура вижила; Ассиріо-вавилонським богам поклонялися ще в християнські часи в 4 сторіччі після н. е. [Архівовано 21 жовтня 2019 у Wayback Machine.], а храми ще присвячувалися богу Ашуру в його рідному місті наприкінці 3 сторіччя після н. е..
Ряд царств, що мали ассирійську сутність, такі як Ассур, Хатра, Осроене та Адіабене, виникли в Ассирії між 2 сторіччям до н. е. та 4 сторіччям після н. е.. Християнство в Ассирію прийшло між І та III сторіччями після н. е., а парфянська і сасанідська Ассирія (Асуристан) стала центром Ассирійської церкви Сходу, сирійського християнства та сирійської літератури, де вона досі зберігається.
Термін «Сирія» є індоєвропейським (лувійським) перекрученням «Ассирії», — назви, що вживалася греками для Ашуру.

## Акадська й арамейська державні мови
Тиглат-Пілесер III зробив мовою імперії арамейську мову, семітів арамеїв. Арамейською було легше писати, ніж аккадською, тому старіші документи, зібрані ассирійськими царями, були перекладені з аккадської на арамейську, а новіші — арамейською без перекладу аккадською. Арамейська мова була загальною мовою народу й торговців, але офіційною мовою уряду був неоассирійський діалект аккадської. До 6 сторіччя Арамейська мова настільки посунула аккадську мову, що арамейська мова стала імперською мовою Ахеменідської (перської) Ассирії. Одним з ключових факторів, що сприяли використанню арамейської, було піднесення та падіння Ассирії; й за часи її піднесення — переселення народів, колонізація та подружні шлюби посилювала контакт між арамеями та ассирійцями.
Фактично населення Ассирії та Вавилонії стало етнічною сумішшю місцевих аккадів та арамеїв. Незважаючи на те, що арамейська мова була загальною мовою імперії, аккадська продовжувала залишатися бажаною мовою аристократії та вищого класу. Правителі, королівські особи та еліти були навчені говорити як арамейською, так і аккадською мовою, до 7 століття до н. е.. коли правлячий клас став повністю двомовним. Решта імперії була поділена на дві частини: на тих, хто говорив арамейською мовою, і тих, хто говорив аккадською. Як правило, прості люди і торговці також були двомовними, але арамейська продовжувала панувати над імперією поза межами Ассирії. Коли імперія впала, лише еліта вміла користуватися аккадським клинописом. Жорстокий примус Ніневії та Ассуру, а також багатьох інших ассирійських міст призвело до малої чисельность еліти, що вижила, для передачи аккадської мову, але нечисленні міста, такі як Арапха, уникли руйнування.
Аккадська мова пережила падіння Ассирійської імперії; останні письмові пам'ятки на аккадському клинописі датуються І сторіччям після н. е., а письмові пам'ятки аккадською мовою арамейським/сирійському письмом датуються ще 3 сторччям після н. е..

## Урядування
Ассирійська імперія розширювалася шляхом створення провінцій та залежних держав. Багато цих земель перебували під контролем членів царського двору. Більшість цих правлячих посад були титуловані, посадовці яких, ймовірно, набували місцеві керівні імена церемоніальним шляхом.
Провінції були формою територіального контролю і складалися зі столиці, землеробських сіл, подорожніх станів, сторожі-застави, гарнізони. Самою провінцією керував провінційний губернатор, який також мав військові обов'язки, такі як збір та звітування військової розвідки, або керування ассирійським військом у бою. Губернатори звітували лише цареві та деяким посадовцям царського верховного суду.
Система державного за'язку складалася з подорожніх наїздників мулів царських шляхів, на яких через певні відстані були перекладні стани для мулів, що дозволяла імператорському двору ефективно зв'язуватися з губернаторами. Ті, хто безпосередньо підпорядковувався губернаторам, були їх уповноваженими, які керували низкою допоміжних посадовців, — бюрократами, книжниками та скарбниками. Найнижчим рангом у провінційному уряді були сільські урядники, що переважно наглядали за землеробськими роботами.
Залежні держави перебували під гегемонічною владою, що були країнами, здобутими в результаті прояву військової переваги, — примусом, або залякуванням. Тим, хто мирно підкорявся імперії, — залишався відносно автономними, та їх правлячим верхам дозволялося лишатися при владі. Ті, хто чинив опір, замінялися вірними Ассирії маріонетковими правителями-посадовцями. Умовами існування васальної держави була сплата Ассирії данини у вигляді товарів, праці та солдатів в обмін на військовий захист. Видається, що захист Ассирії більш відповідав потребам Ассирії, ніж потребам залежних держав, оскільки Ассирія використовувала наявні загрози васальним державам, як привід до вторгнення на суміжні землі, до того ж васальні держави мали захищати самі себе.
Ассирійці винайшли новий спосіб поводження з підкореними народами. Після завоювання краю її народ переселявся в інші провінції імперії з наданням земельної та державної допомоги. Ця політика була використана для створення одноманітного населення, хоча воно і породила деякі вогнища інакодумства. До 7 століття до н. е. у царського оточення входили вчені, майстри та співаки з Вавилонії, Малої Азії, Єгипту та Ірану.

## Громада

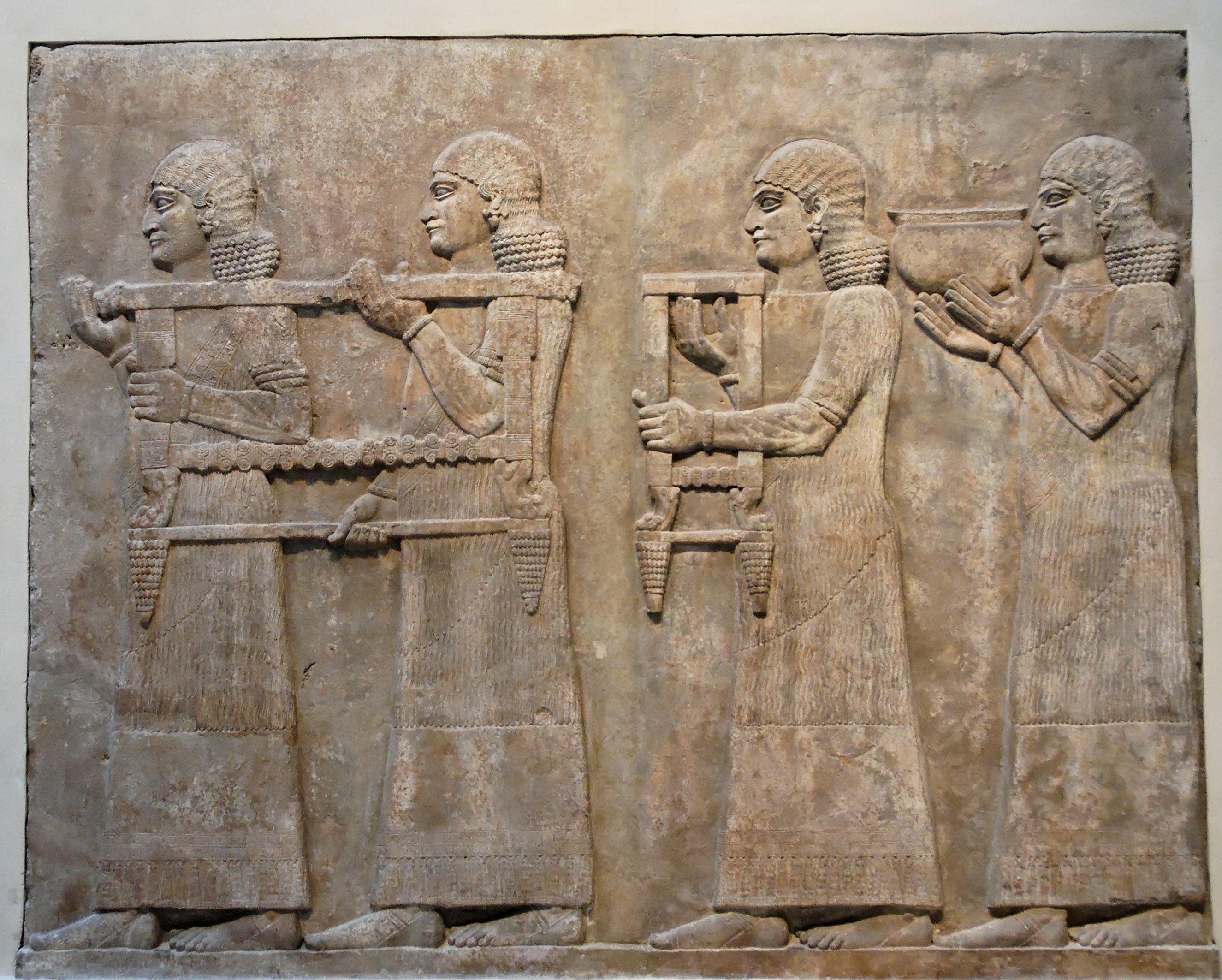
Євнухи, що несуть воєнну данину

Новоассирійська імперія була войовничим суспільством з загарбницькою ідеологією, і в результаті постійного розширення імперія набула різноманітності та багатоетнічності. Єдиної ассирійської тотожності не існувало, доки Ашурнасірпал II не почав виселяти народи за межі імперії. Більшість переміщених народів селилися в урбанізованій центральній частині імперії, приносячи зі собою арамейську мову, яка поширювалася і стала першим об'єднавчим фактором. Поширення арамейської мови називається періодом арамеїзації, що підняв її до рівня загальновживаної та імперської державної мови. З плином часу переселені народи підпадали впливу ассирійських «царських ідеологій, релігійних ідей та міфології …», і це «невпинно поширювалося на всі верства населення за допомогою імперського мистецтва, культу імператора, релігійних фестивалей та культів Ашшура, Іштара, Набу, Сіна та інших ассирійських богів». Це був процес, відомий як ассирінізація. Ассирінізація була поступовою, що відбувалася через покоління міжетнічних шлюбів, військової участі та щоденної взаємодії з етнічними ассирійцями. Культурний та мовний обмін протягом поколінь створив однорідну ассирійську тотожність.

### Євнухи вищого суспільства
Євнухи часто виконували ролі слуг царів і супроводжували його майже в усіх сторонах правління, таких як адміністративні обов'язки та ритуали. Царські євнухи постійно ставали губернаторами провінцій і могли керувати землями, як вважали за потрібне; вони могли «зводити власні стели, ставити свої імена перед царськими та надавати закату (звільнення від податків) своїм підданим». Бувши губернаторами провінцій, вони мали право оголошувати війну іншим правителям і збирати будь-яку данину, що могла бути наслідком битв.

## Література й письмо

Спрощений клинопис, що використовувався за ассирійської доби.[1] «С» перед і після голосних означає «Приголосний».

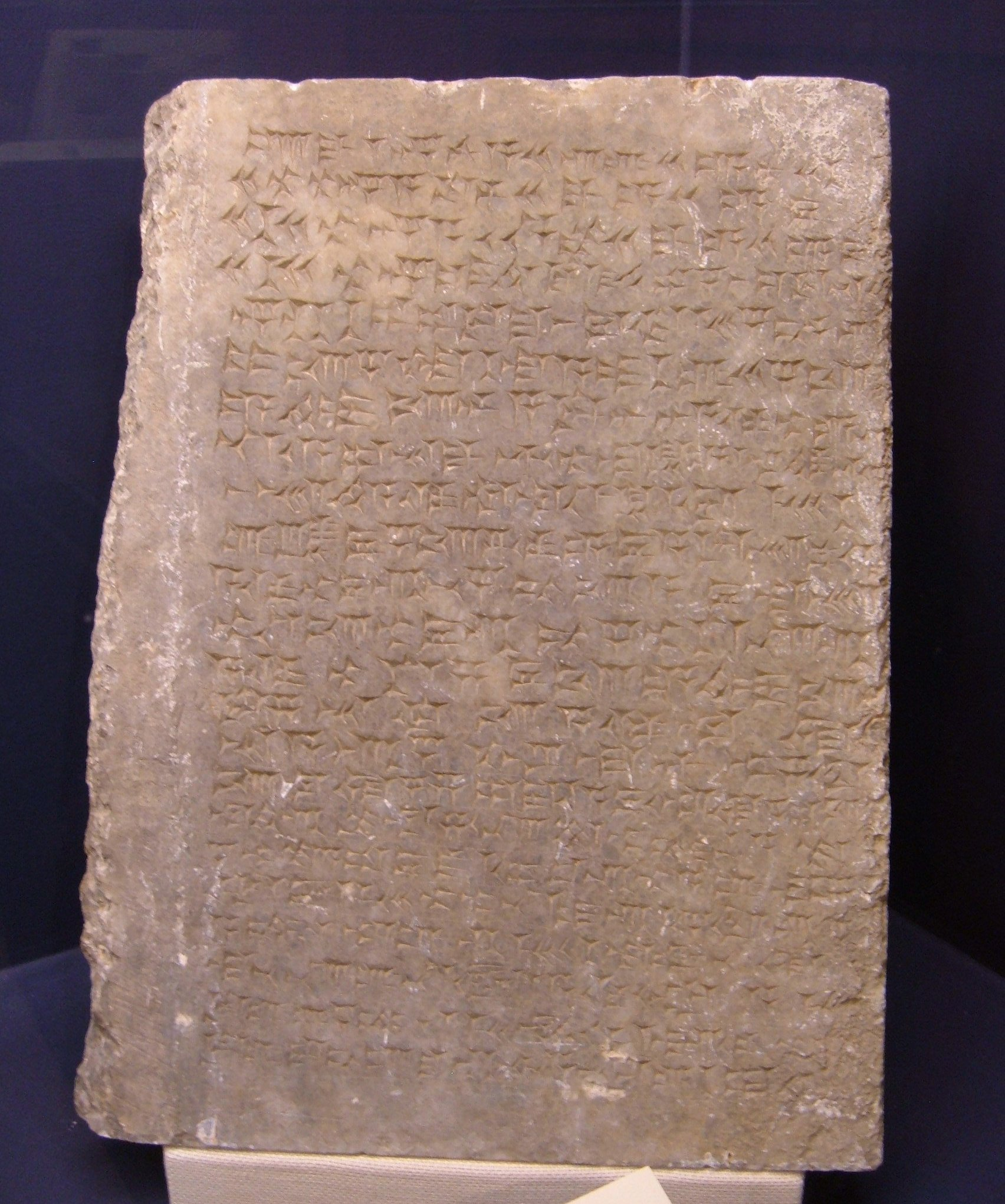
Тротуарна плитка Месопотамського палацу приблизно 600 року до н. е.